# The Young Professionals
The Young Professionals (también conocida como TYP o T¥P) es un dúo musical de electropop israelí, originada durante 2009 en Tel Aviv. Está formada por Ivri Lider y Johnny Goldstein.

## Inicios
Sus inicios se remontan al año 2008, cuando Johnny, contacto a Ivri, para que colaborara en su nuevo álbum de Hip hop titulado «The Johnny Show», pero por problemas de agenda, no fue hasta en un año, que comenzaron a trabajar juntos. En 2011 lanzaron su álbum debut en Israel, titulado «09:00 to 17:00, 17:00 to Whenever», que fue lanzado un año más tarde a nivel mundial, con el título «9am to 5pm, 5pm to Whenever», alcanzando la posición 114 en Francia.
El 6 de noviembre de 2011 en Belfast, Irlanda del Norte, durante la premiación de los MTV EMA 2011, ganaron en la categoría «Mejor Artista de Israel» y en marzo de 2012, firmaron para ser parte de la productora de eventos Live Nation.
En 2015 durante el lanzamiento del sencillo «All Of It But Me» junto a la cantante Anna F. se anunció que el nombre del segundo álbum de la banda sería llamado «Quick, Quick, Star, Star, Money, Money» junto a una posible gira mundial.

## Discográfia

### Álbumes
- 2011: «09:00 to 17:00, 17:00 to Whenever»[8]
- 2015: «Quick, Quick, Star, Star, Money, Money»

### Sencillos
- 2011: «D.I.S.C.O.»[9]
- 2011: «20 Seconds»
- 2012: «Be With You Tonight»
- 2014: «Let's Do It Right» con Eva Simons[10]
- 2015: «All Of It But Me» con Anna F.[11]